# Sparta Helsinki
Le Sparta Helsinki est un club de handball basé à Helsinki en Finlande.

## Palmarès
- Championnat de Finlande  (3) : 1974-1975, 1975-76, 1976-77.